# Atmosfärisk friktion
Atmosfärisk friktion är friktionen mellan en atmosfärs gas och det föremål som färdas genom atmosfären. Denna friktion blir oftast mycket hög.
Kring jorden kan den atmosfäriska friktionen också visa sig på så hög höjd som 400 km. Detta beror på att luftmolekyler sliter sig loss från atmosfären. Även dessa molekyler medför ett visst motstånd. Ett exempel på den här typen av atmosfärisk friktion är att Internationella rymdstationen regelbundet måste få sin bana justerad för att inte förlora så mycket fart att den faller genom atmosfären och brinner upp.
Det är en vanlig missuppfattning att den atmosfäriska friktionen skulle få meteorer att bli så varma att de förångas. Den mesta av värmeutvecklingen kommer från det faktum att luftens gaser komprimeras och därmed hettas upp enligt ideala gaslagens {\displaystyle pV=nRT}, där {\displaystyle p} anger trycket, {\displaystyle V} volymen, {\displaystyle n} substansmängden, {\displaystyle R} den allmänna gaskonstanten och {\displaystyle T} den absoluta (termodynamiska) temperaturen.